# Tyringe
Tyringe – miejscowość (tätort) w południowej Szwecji, w regionie administracyjnym (län) Skania (gmina Hässleholm).
Miejscowość położona jest w prowincji historycznej (landskap) Skania, ok. 12 km na zachód od Hässleholmu. Przez Tyringe przebiega droga krajowa nr 21 (Riksväg 21; Kristianstad – Helsingborg) oraz linia kolejowa Skånebanan (Kristianstad – Hässleholm – Helsingborg).
W 2010 Tyringe liczyło 4658 mieszkańców.